# Цумеб (аэропорт)
Аэропорт Цумеб (ИАТА: TSB, ИКАО: FYTM) — это аэропорт, расположенный в городе Цумебе, находящегося в области Ошикото в Намибии. Аэропорт находится к востоку от города. Цумеб — место бывшей горной разработки и является самым близким городом к Национальному парку Этоша.
Приводной радиомаяк Цумеба (Идентификатор: TM) располагается на поле.